# José Lezama Lima
José María Andrés Fernando Lezama Lima (La Habana, 19 de diciembre de 1910 - La Habana, 9 de agosto de 1976) fue un poeta, novelista, cuentista, ensayista y pensador estético cubano. 
Es considerado uno de los autores más importantes de su país y de la literatura hispanoamericana, especialmente por su novela Paradiso, una de las obras más importantes en la lengua española y una de las cien mejores novelas del siglo XX en ese idioma, según el periódico español El Mundo.
Principal referente de lo que Severo Sarduy llamó neobarroco americano, su obra se caracteriza por su lirismo y el uso de metáforas, alusiones y alegorías, asentada sobre un sistema poético que desarrolló en ensayos como Analecta del reloj (1953), La expresión americana (1957), Tratados en La Habana (1958) o La cantidad hechizada (1970). 

Sólo lo difícil es estimulante; sólo la resistencia que nos reta, es capaz de enarcar, suscitar y mantener nuestra potencia de conocimiento.
José Lezama Lima, La expresión americana

## Biografía

### Primeros años y formación
Nació el 19 de diciembre de 1910 en el campamento militar de Columbia, en La Habana, siendo el segundo de los tres hijos de José María Lezama y Rodda, coronel de artillería e ingeniero del ejército cubano, y de Rosa Lima Rosado. La profesión de su padre llevó a la familia a instalarse, primero, en la Fortaleza de La Cabaña, y más tarde a Florida, cuando el coronel Lezama se ofreció como voluntario en las tropas aliadas en la Primera Guerra Mundial. Su muerte a causa de una gripe en 1919, marcó el carácter y la vocación del escritor:

Tenía mi padre al morir treinta y tres años. Él estaba en el centro de mi vida y su muerte me dio el sentido de lo que yo más tarde llamaría el latido de la ausencia. El sitio que mi padre ocupaba en la mesa quedó vacío, pero como en los mitos pitagóricos, acudía siempre a conversar con nosotros a la hora de la comida […] Mi madre guardó siempre el culto del coronel Lezama: una tarde, cuando jugábamos con ella a los yaquis, advertimos, en el círculo que iban formando las piezas, una figura que se parecía al rostro de nuestro padre. Lloramos todos, pero aquella imagen patriarcal nos dio una unidad suprema e instaló en Mamá la idea de que mi destino era contar la historia de la familia.

En 1920, de regreso en Cuba, Lezama ingresó en el colegio Mimó, donde concluyó sus estudios primarios en 1921. Comenzó sus estudios de segunda enseñanza en el Instituto de La Habana, donde se graduó como bachiller en ciencias y letras en 1928. 
La situación económica de la familia era difícil, por lo que en 1929 se trasladaron de la casa de su abuela, en Paseo del Prado 9, a una casa mucho más pequeña a pocas cuadras de distancia, en Trocadero 162, donde Lezama residió por el resto de su vida.
El mismo año inició los estudios de Derecho en la Universidad de La Habana. Participó el 30 de septiembre de 1930 en los movimientos estudiantiles contra la dictadura de Gerardo Machado, que provocaron la clausura de la casa de estudios. En 1935 publicó su primer trabajo, el ensayo Tiempo negado, en la revista Grafos, en la que al año siguiente se publica su primer poema titulado Poesía, al mismo tiempo que retomaba sus estudios universitarios.

### Comienzos de su carrera literaria. GrupoOrígenes
El año 1937 fue especialmente significativo para Lezama, ya que publicó su primer poema de repercusión, Muerte de Narciso, y conoció a Juan Ramón Jiménez, con quien forjó amistad. Un año más tarde se recibió de abogado y apareció su obra Coloquio con Juan Ramón Jiménez.
Entre 1937 y 1943 fundó tres revistas, Verbum (1937), Espuela de Plata (1939-1941) y Nadie parecía (1942-1944), y publicó el poemario Enemigo rumor. Por esta época conoció a los poetas Gastón Baquero, Eliseo Diego y Cintio Vitier, que más tarde integraron el Grupo Orígenes. 
Dirigida por Lezama y José Rodríguez Feo, Orígenes fue una de las publicaciones culturales más importantes de Cuba en aquella época, alcanzó a publicar cuarenta números entre 1944 y 1956, y nucleó a un grupo de artistas e intelectuales entre los que se encontraban, entre otros, Ángel Gaztelu, Justo Rodríguez Santos, Gastón Baquero, Eliseo Diego, Cintio Vitier, Fina García Marruz, Virgilio Piñera, Octavio Smith, Mariano Rodríguez y René Portocarrero. Entre los colaboradores extranjeros se encontraron Juan Ramón Jiménez, Juan Liscano, Aimé Césaire, Paul Valéry, Vicente Aleixandre, Albert Camus, Luis Cernuda, Paul Claudel, Macedonio Fernández, Paul Éluard, Gabriela Mistral, Octavio Paz, Alfonso Reyes y Theodore Spencer, entre otros.

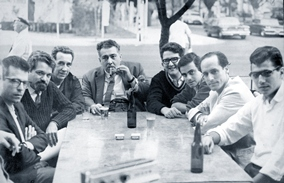
Luis Rogelio Nogueras, Antón Arrufat, Pablo Armando Fernández, Mariano Rodríguez, José Lezama Lima, Heberto Padilla, Sigifredo Álvarez Conesa, Roberto Fernández Retamar y Víctor Casaus en La Habana en 1950.

La actividad de Lezama en este período fue casi febril: además de dirigir y editar Orígenes, entre 1945 y 1959 fue funcionario en la Dirección de Cultura del Ministerio de Educación, publicó dos poemarios (Aventuras sigilosas y La fijeza), dos ensayos (Arístides Fernández y Analecta del reloj) y emprendió los dos únicos viajes que hizo fuera de la isla, el primero a México en 1949 y el segundo a Jamaica en 1950. También, fue en esos años que publicó los primeros capítulos de su novela Paradiso, que no terminó hasta casi veinte años después.
En 1954 una disputa entre Lezama y Rodríguez Feo provocó el alejamiento de este último de Orígenes, que solo publicó tres números más hasta su cierre dos años después. En enero de 1957 dictó una serie de cinco conferencias en el Instituto Nacional de Cultura, que fueron recogidas en su libro La expresión americana, una de sus obras ensayísticas más importantes, y al año siguiente publicó Tratados en La Habana, colección de artículos y ensayos escritos entre 1937 y 1957. 

### Revolución Cubana y labor en la Casa de las Américas
Con el triunfo de la Revolución cubana, fue nombrado director del Departamento de Literatura y Publicaciones del Instituto Nacional de Cultura, desde donde dirigió importantes colecciones de libros clásicos y españoles. 
En 1961 actuó como jurado del Premio Casa de las Américas, en la categoría de poesía, volviendo a participar en otras dos ediciones (1965 y 1967).
En el marco de esa convocatoria conoció personalmente a Julio Cortázar en 1963,  que había sido invitado como jurado en la categoría de novela, y con quien se escribía desde 1957, a partir de un ejemplar de Orígenes que le habían enviado al argentino. La amistad entre ambos autores fue uno de los encuentros más célebres y fructíferos entre dos figuras emblemáticas de la literatura hispanoamericana. Además de la correspondencia y las sentidas dedicatorias que el cubano le hizo, la mutua admiración produjo un generoso intercambio crítico: Cortázar fue un gran difusor de la obra de Lezama gracias a su ensayo «Para llegar a Lezama Lima», incluido en su libro-collage La vuelta al día en ochenta mundos, publicado en 1967; y a su vez, Lezama escribió el prólogo a la edición cubana de Rayuela, «Cortázar y el comienzo de la otra novela», recogido más tarde en La cantidad hechizada.
El 12 de septiembre de 1964 sufrió un duro golpe con la muerte de su madre, con quien tenía un fuerte vínculo afectivo. Esta pérdida fue la segunda más importante de su vida, después de la de su padre, y lo acompañó por el resto de sus días, al punto de decir «Yo empecé a envejecer el día que murió mi madre».
El 5 de diciembre del mismo año contrajo matrimonio con su secretaría, María Luisa Bautista. En 1965 ocupó el cargo de investigador y asesor del Instituto de literatura y lingüística de la Academia de Ciencias. Es en esa época cuando publicó su Antología de la poesía cubana en tres volúmenes.

### Aparición deParadisoy polémica
En 1966 publicó su primera y única novela aparecida en vida, Paradiso. El laborioso proceso de escritura, que insumió diecisiete años, demuestra el carácter central que le otorgó Lezama a este texto dentro de su obra.
Concebida como la síntesis y culminación de su sistema poético, la novela sigue la formación del poeta José Cemí, desde su infancia, remontando sus orígenes familiares, hasta sus años universitarios. Se trata de un texto complejo, no solo por su barroquismo y su exuberancia poética, sino también por su carácter heterogéneo, que combina elementos narrativos, poéticos y ensayísticos, en una obra de carácter iniciático y parcialmente autobiográfica, lo que ha llevado a algunos a considerarla como novela de aprendizaje.
La aparición de Paradiso representó un acontecimiento en el panorama literario de la época. Los más efusivos reconocimientos le llegaron del extranjero, contándose a Octavio Paz y Julio Cortázar entre los más entusiastas. El Nobel mexicano le escribió:

Delhi, a 3 de abril de 1967.

A José Lezama Lima, en La Habana.
Querido amigo:

Gracias por el envío de Paradisso [sic] y de Órbita. Gracias también por las generosas palabras que lo acompañan. Leo Paradisso poco a poco, con creciente asombro y deslumbramiento. Un edificio verbal de riqueza increíble; mejor dicho, no un edificio sino un mundo de arquitecturas en continua metamorfosis y, también, un mundo de signos ―rumores que se configuran en significaciones, archipiélagos del sentido que se hace y deshace― el mundo lento del vértigo que gira en torno a ese punto intocable que está ante la creación y la destrucción del lenguaje, ese punto que es el corazón, el núcleo del idioma. Además, es la comprobación de lo que algunos adivinamos al conocer por primera vez su poesía y su crítica. Una obra en la que Ud. cumple la promesa que le hicieron al español de América Sor Juana, Lugones y unos cuantos más.
Su amigo fraternal,
Octavio Paz

Cortázar, por su parte, expresó:

En sus instantes más altos Paradiso es una ceremonia, algo que preexiste a toda lectura con fines y modos literarios; tiene esa acuciosa presencia típica de lo que fue la visión primordial de los eléatas, amalgama de lo que más tarde se llamó poema y filosofía, desnuda confrontación del hombre con un cielo de zarpas de estrellas. Una obra así no se lee; se la consulta, se avanza por ella línea a línea, jugo a jugo, en una participación intelectual y sensible tan tensa y vehemente como la que desde esas líneas y esos jugos nos busca y nos revela.

También el crítico mexicano Carlos Monsiváis se pronunció al respecto, evidenciando la dificultad de encasillar la obra en el género novelístico:

¿Qué es Paradiso? La multiplicidad de sus niveles, de los órdenes del conocimiento que involucra, hacen imposible una sola respuesta: es tratado de teogonía; diálogo platónico sobre el ser, el sexo (ortodoxo y heterodoxo) y la conciencia; fabulación y mito; revisión e invención del idioma, monumento barroco. En cualquiera de estos órdenes, Paradiso resulta un ejercicio y un logro totalizadores. (...) En Paradiso todo es reconquista: reconquista de la infancia; reconquista del primer gozo y el primer asombro ante el conocimiento; reconquista de las potencialidades de un lenguaje que quizás nunca había sido nuestro, pero que estaba allí, a nuestra disposición, para que se extinguiera la conseja de la pobreza de recursos del español y se acreciera la leyenda de una ignorancia que había dejado sin explorar, conquista y asimilar todo un idioma; reconquista de la metáfora, esa incursión comparativa, que en Lezama se vuelve delirio de la extrapolación.

Estos comentarios contrastaron con la dura crítica oficial del partido comunista cubano, que con excepciones como Vitier o Carpentier, la calificó de «obra hermética, morbosa, indescifrable y pornográfica», especialmente por sus pasajes homoeróticos. Durante esta polémica (que incluyó el retiro de la novela de las librerías) fue fundamental el apoyo de Cortázar, quien logró que se publicara su ensayo «Para llegar a Lezama Lima» en la revista Casa de las Américas, lo que significó un respaldo importante para Lezama ante los ataques de los sectores más ortodoxos del gobierno. Finalmente, la novela volvió a ser publicada, autorizada por Fidel Castro.
En 1968, la editorial mexicana Era publicó una edición revisada y corregida de la novela, ilustrada por René Portocarrero y al cuidado de Cortázar y Monsiváis, enmendando las erratas de la descuidada edición cubana. El mismo año, Lezama formó parte del jurado del Premio Julián del Casal, fallando a favor del poemario Fuera del juego de Heberto Padilla, contraviniendo el veredicto de la UNEAC, lo que profundizó aún más la distancia entre el escritor y las autoridades culturales oficiales.

### Últimos años, ostracismo y muerte

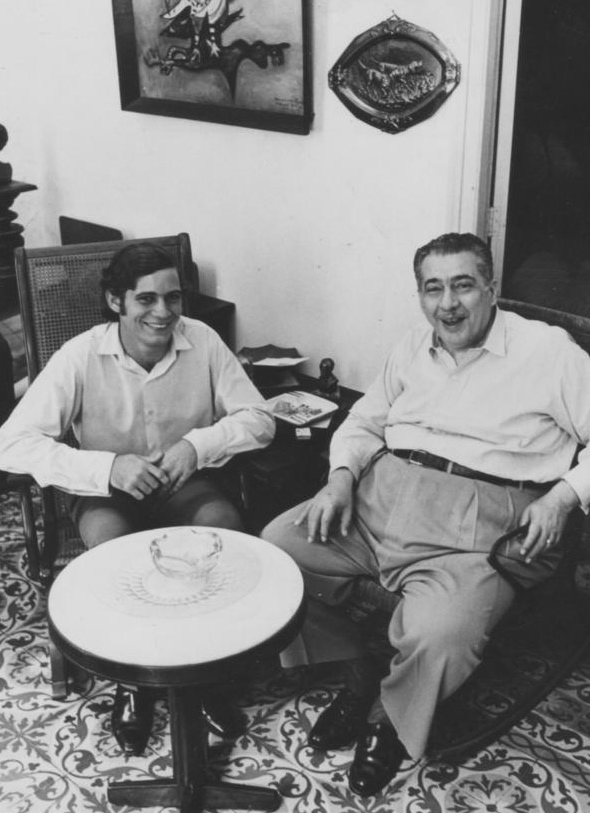
Manuel Pereira y Lezama Lima, en una de las sesiones del Curso Délfico, diciembre de 1970.

A pesar de ya no contar con el apoyo oficial, Lezama siguió vinculado a la Casa de las Américas, por tercera y última vez como jurado del Premio de poesía en 1967 y como asesor literario en 1969; también llegó a publicar su Poesía completa y los volúmenes Las imágenes posibles y La cantidad hechizada, que recogían ensayos escritos en años anteriores.
El episodio conocido como Caso Padilla en 1971 marcó el comienzo del llamado Quinquenio gris (1971-1976), un período en el que el intento de imponer el realismo socialista desde los organismos culturales oficiales provocó una ola de persecución y censura a escritores y artistas considerados "contrarrevolucionarios", como Virgilio Piñera, Reinaldo Arenas y el propio Lezama, quien desde entonces sufrió un ostracismo público, con la prohibición de la edición de sus obras o la mención de su nombre en los medios.
Posteriormente, las autoridades rectificaron esa posición, con la reedición de la obra de los autores censurados y la difusión de trabajos críticos y homenajes.
De esos años de exilio interno da testimonio la correspondencia que Lezama mantuvo con su hermana Eloísa.
Cuando en 1972 le otorgaron el Premio Maldoror de Poesía en Madrid y el premio a la mejor obra hispanoamericana traducida al italiano por Paradiso, Lezama no pudo ir a recoger ninguno de los dos galardones:

Recibí tu carta sobre el premio de Italia. Me extraña que digan que no han recibido ni siquiera una carta de agradecimiento. Les he mandado cables y les escribí dándoles las gracias. No he recibido la menor noticia interior ni exterior sobre el premio. Todo es muy raro.

Con frecuencia, las quejas apuntaban a la negativa del gobierno a autorizar su salida del país:

Por la noche María Luisa y yo leemos algún libro que nos gusta, como el maravilloso Diario de Paul Klee. Me parece que vivo esas existencias maravillosas, mientras permanezco, aunque con disgusto, inmovilizado, pues en el año pasado y en éste he recibido como seis invitaciones para viajar a España, a México, a Italia, a Colombia, y siempre con el mismo resultado. Me tengo que quedar en mi casita hasta que Dios quiera.

La salud de Lezama, asmático de toda la vida, comenzó a desmejorar en sus últimos meses, por sus hábitos de fumador y su obesidad. El 8 de agosto de 1976 fue ingresado al Hospital Calixto García a raíz de una infección pulmonar que había desarrollado, pero falleció en la madrugada a causa de un infarto provocado por su debilitado estado general. No obstante, existen controversias respecto a la atención recibida. Mientras que el doctor que acompañó a Lezama en sus últimas horas, José Luis Moreno del Toro, hace recaer parte de la culpa en el mismo Lezama (dado que este rehusó ser hospitalizado un día antes cuando ya se tenía todo listo), se especula con que la atención recibida en el hospital no fue la adecuada, y que el equipo médico que recibió al escritor no supo tratar la situación.
Fue enterrado al día siguiente en el sepulcro familiar del Cementerio Colón, junto a sus padres. Un año después apareció su novela póstuma e inacabada, Oppiano Licario, secuela de Paradiso; y en 1978 Fragmentos a su imán, su último poemario, con un prólogo de Cintio Vitier. La edición mexicana, nuevamente a cargo de Era, llevó un poema-prólogo de Octavio Paz.

## Homenajes
- Después de funcionar como extensión de la Biblioteca municipal, en 1994 su casa de Trocadero 162 en La Habana Vieja (donde residió desde 1929 y donde recibía a amigos y lectores) fue convertida en un museo dedicado a su vida y su obra, que conserva el mobiliario original y la biblioteca de Lezama, además de retratos familiares y pinturas adquiridas por el escritor.[33] En el 2010, en el marco de la celebración del centenario del escritor, la casa fue declarada Monumento Histórico Nacional.[34]

- Desde el año 2000, la Casa de las Américas otorga un premio honorífico en la categoría de poesía con su nombre.[35]

- En 2008, el director Tomás Piard hizo una personal adaptación cinematográfica de Paradiso, con el título El viajero inmóvil. Lejos de ser una reconstrucción lineal de la trama de la novela (imposible por su densidad poética), el film reconstruye la historia de José Cemí a través de diferentes planos narrativos, alternando la acción novelesca con escenas donde se reflexiona sobre la importancia de la obra de Lezama y concretamente de Paradiso, y fragmentos de un reportaje al autor, en el que este recuerda su vida y la influencia de sus experiencias en su obra. Fue producida por el ICAIC.[36]

- En enero del 2011 la revista Revolución y Cultura,[37] órgano oficial del Ministerio de Cultura cubano, sacó un número dedicado a Lezama Lima, con una selección de artículos y reseñas sobre su obra, escritos por el ministro de Cultura Abel Prieto, la Dra. Luisa Campuzano, la poeta Marilyn Bobes, el discípulo de Lezama, Cintio Vitier, los investigadores Félix Guerra y Ciro Bianchi y el escritor exiliado Fernando Velázquez Medina, entre otros intelectuales que le rindieron así homenaje al Maestro en su centenario.

## Obra
En Lezama, es la pasión de una escritura que se hace cuerpo. Vitalidad de los sentidos reproduciéndose en un saber hecho de imágenes. Espacios culturales que se hacen presencia múltiple y multiplicadora, fuerza ingotable de sugerencias. No existen límites para el saber. El saber impregna saberes, se interrelaciona con saberes. Tiempos, obras, autores, temas, épocas, ideas, son totalidad, olla podrida, profusión bullente en la que todo convive con todo: lo religioso con lo profano, lo antiguo con lo moderno, lo inmenso con lo minúsculo, lo bello con lo feo, lo trágico con lo cómico, lo grotesco con lo sublime. Lezama fue escritor de una palabra golosa, henchida de barruntos sobre las más extraordinarias imaginerías. En él, el vocablo se hunde, como inmenso cucharón, en un caldo que contiene todos los saberes y todos los sabores y logra extraer, inimaginablemente entremezclados, bocados que son imágenes, que son poesía. Lezama es un poeta de lo sensual; escritor de una palabra que es deleite, que es placer, que es plenitud. La estética de Lezama es la estética de la intuición y de lo intuitivo: percepción primaria donde se encuentran todas las clarividencias.

Rafael Faquié, Escribir la extrañeza.

Resulta imposible brindar una exposición completa y detallada de la poética lezamiana, dado lo vasto de sus influencias y lo complejo de su entramado. Por consiguiente, lo que sigue es una síntesis de algunos de sus elementos más importantes, con fines meramente orientativos. 

### Sistema poético del mundo
Lejos de pensarse como una mera teoría literaria, la de Lezama es una cosmovisión, una visión del mundo de trazos neoplatónicos con tintes panteístas en la que el Eros o el Amor Universal, Dios, establece una armonía entre todos los seres. La vida, entonces, no sería otra cosa que una búsqueda por aprehender la fijeza, la esencia única del mundo en el permanente devenir temporal. Para Lezama, Dios emana al mundo de su propia sustancia, pero se encuentra en una esfera superior al ámbito del mundo e inaccesible para el hombre.
Dentro de esta cosmovisión, que Lezama denominó sistema poético del mundo, el concepto de imagen ocupa un lugar central, especialmente la imagen poética. Lezama piensa a la poesía como un camino de perfección espiritual, una ascesis, ya que esta permitiría acceder a la contemplación de la fijeza o esencia del mundo. Y dado que el instrumento de la poesía es la palabra, esta debe usarse de una forma que la haga trascender de su inmediato fin comunicativo, debiendo ser transmutada en imagen, por lo que los textos de Lezama trabajan sobre una compleja serie de asociaciones de imágenes y alusiones, que el lector debe ir reconstruyendo. Así, el barroquismo poético lezamiano no responde a un mero alarde retórico, sino una condensación de imágenes y sentidos que busca aprehender el sentido del mundo, la imagen pura y esencial.

### Las eras imaginarias
A partir de esta concepción de la imagen y la poesía, Lezama postula otro concepto relevante en el corpus de su obra: las eras imaginarias, que enuncia parcialmente en La expresión americana, pero desarrollará más en profundidad en ensayos posteriores. Las eras imaginarias no siempre coinciden con la continuidad cronológica de la historia, sino que se trata de momentos o individuos que logran trascender su momento y su época, y acceder a un plano superior, de la imago poética. Como escribió Lezama en «A partir de la poesía»: 

En los milenios, exigidos por una cultura, donde la imagen actúa sobre determinadas circunstancias históricas excepcionales, al convertirse el hecho en una viviente causalidad metafórica, es donde se sitúan esas eras imaginarias. La historia de la poesía no puede ser otra cosa que el estudio y la expresión de las eras imaginarias.

Alvina Camacho-Gingerich define a las eras imaginarias como «circunstancias, conceptos, períodos excepcionales, que al ser atrapados por la imaginación e imagen poéticas se hacen arquetípicos y, por tanto, vivientes, eternos y universales», cuyos rasgos más sobresalientes son «lo fabuloso, lo maravilloso o sobrenatural, lo incondicionado, lo distinto
y un afán de integración e incorporación en una totalidad o unidad».
En el mismo estudio, y siguiendo a Lezama, la autora menciona las siguientes eras imaginarias:
- La filogeneratriz, que comprende el estudio de las tribus de los tiempos mis remotos: los idumeos, los escitas y los chichimecas entre ellas. Esta era incluye el estudio de lo fílico totémico y de todas las antiguas (míticas) formas de reproducción.

- Lo tanático de la cultura egipcia. Para los egipcios, la muerte sigue el mismo curso que la vida, y la vida se instala en el seno de la muerte. La figura de Osiris, hijo de Keb, dios de la tierra, y de Nut, diosa del cielo, encarna esa síntesis de cielo y tierra, de lo divino y humano. Lezama dice que Egipto es «el único país del mundo que en la prehistoria ofrece una plenitud religiosa y expresiva».

- Lo órfico y lo etrusco, de gran importancia en su obra. Orfeo, hijo de Apolo, el primero en mostrar una naturaleza doble; de origen divino, canta para los humanos. De Orfeo dice Lezama que preludia a Cristo por su doble condición de humano y divino (era hijo de Apolo) y por ser el primero en descender al inframundo. Con los etruscos, dice Lezama, nace el potens, esa capacidad de creer que no existe nada tan increíble ni tan imposible que no pueda realizarse: «si es posible, es creíble, es verificable».

- El espejo de la identidad en Parménides; el ser como expresión de lo divino; estudio de la poesía desde Parménides a Valery, de la identidad trocada en sustancia y de la sustancia en la médula de saúco.

- El estudio de fundaciones chinas: el taoísmo, la biblioteca confuciana, la biblioteca como dragón, la frase de Confucio «No invento, solo transmito»; los conjuros del Yi Jing. Muchos temas taoístas tendrán gran repercusión en la obra lezamiana: el espejo, el Gran Uno, la esfera, el del regressus ad uterum, «retorno a la matriz», o regreso a los orígenes prenatales, «que eran para el chino la vuelta a la lejania».

- El culto de la sangre, como se observa en las culturas de los druidas y los aztecas.

- Las piedras incaicas; el diluvio bíblico; la frase de Nietzsche «En cada piedra hay una imagen».

- Los conceptos católicos de gracia, caridad y resurrección; estos dos primeros conceptos son importantísimos, pues establecen una relación ambivalente entre el hombre y los dioses: mientras más gracia se nos otorgue, mayor será la devolución de caridad. Y con la resurrección, el hombre alcanza la plenitud y la vida eterna; por medio de ella participamos «en el otro reino de Dios». Para Lezama, solo tres mundos han podido habitar la imagen histórica: el etrusco, el ordenamiento feudal carolingio y el católico; en este último, la poesía alcanza su mayor plenitud, pues en sus dos grandes temas, la gravitación metafórica de la sustancia de lo inexistente y la resurrección, esta el germen de toda gran poesía.

- La posibilidad infinita, que entre los cubanos la encarna José Martí, cuyo espíritu de pobreza lo conduce a la creación poética, a una posibilidad infinita, pues ser pobre significa penetrar en lo desconocido y estar mis rodeado por el milagro, «es la espera, hasta que se hace creadora, de la distancia entre las cosas».

### La expresión americana
En apariencia inclinado hacia lo más remoto de un pasado universal, entre real y mítico, Lezama buscó incansablemente las raíces del presente cubano, del hombre cubano, y al hacerlo iluminó los subsuelos mentales, las capas profundas de toda América Latina.
Julio Cortázar

El intento más temprano de Lezama Lima por ensayar una teorización sobre la condición americana data de 1937, cuando tuvo lugar su Coloquio con Juan Ramón Jiménez, publicado un año después en la Revista Cubana y recogido mucho más tarde en Analecta del reloj. En su encuentro con el poeta español, Lezama desarrolla una reivindicación de la «insularidad» cubana, entendida esta no como una condición geográfica sino en el plano de la sensibilidad poética. Así, Lezama distingue entre una sensibilidad insular y una sensibilidad continental, representadas por Cuba y México respectivamente. 
Al efecto interiorizante que le otorga Juan Ramón a la condición insular, Lezama le contrapone un universalismo optimista: la isla no es un espacio que conduce a la introspección y al desaliento, o que condena al aislamiento cultural (visión que expresa Virgilio Piñera en La isla en peso), sino un espacio privilegiado de tránsito y encuentro, un espacio de creación de una expresión mestiza. Con estas ideas, Lezama buscaba proponer el carácter insular como un elemento constituyente de la cubanidad, de la identidad nacional. Esta singularidad de Cuba la colocaría, junto a México y Argentina, como ejes de la identidad americana:

Los argentinos tratan hace tiempo de enarcar su mito, cuya forma simbólica está encarnada en «La Cruz del Sur». Si poseyesen sociólogos más decididos, se empeñarían en torcer lo que hemos convenido en llamar la ruta de la civilización, que hasta ahora hemos supuesto que va de oriente a occidente. Están enamorados de un error voluntario y afirman que la ruta es vertical, de norte a sur. Una arrogancia exterior les mueve a considerar a los demás compadritos como viejos tangueros desinflados. Los mexicanos, innegablemente, puesto que se apoyan en un cronista español, lanzan su afirmación, que es delicia de uno de sus humanistas actuales; detienen bruscamente al viajero y le aseguran que ha llegado a la región más transparente del aire. Nosotros, obligados forzosamente por fronteras de agua a una teleología, a situarnos en la pista de nuestro único telos, no exageramos al decir que la Argentina, México y Cuba son los tres países hispanoamericanos que podrían organizar una expresión. Nosotros, insulares, hemos vivido sin religiosidad, bajo especies de pasajeros accidentes, y no es nuestra arrogancia lo que menos nos puede conducir al ridículo. Hemos carecido de orgullo de expresión, nos hemos recurvado al vicio, que es elegancia en la geometría desligada de la flor, y la obra de arte no se da entre nosotros como una exigencia subterrígena sino como una frustración de la vitalidad.
José Lezama Lima

Pero no sería hasta veinte años después que estas ideas cristalizarían en el ciclo de conferencias La expresión americana (1957). En esta obra,  Lezama hace una relectura de la historia americana en clave poética, dándole un lugar central al arte barroco, una postura que lo acercará a Alejo Carpentier, el otro autor cubano defensor de este movimiento como clave para explicar la condición americana. No obstante, la visión de Lezama se diferencia notablemente de la del autor de El reino de este mundo.
Carpentier busca inscribir la singularidad latinoamericana en una suerte de continuidad histórica de diferentes épocas y culturas, a través de la "teoría de los contextos", desarrollada en el ensayo Problemática de la actual novela latinoamericana, por lo que sostiene que el barroco no es solo un movimiento artístico surgido en Europa en el siglo XVII, sino que se trata de «una suerte de pulsión creadora», una constante que se repite cíclicamente a lo largo del tiempo, dado que «toda simbiosis, todo mestizaje engendra un barroquismo». Se trata de una concepción mucho más abarcativa, que diluye la esencia de lo barroco en manifestaciones tan diferentes como la arquitectura rusa, la literatura francesa, la cultura hindú, etc.
Lezama rechaza esta concepción universalista y transhistórica, ya que no le interesa ubicar la singularidad americana en relación con culturas de otras latitudes (no confundir con las eras imaginarias, dado que éstas no están unidas por una estética en común), sino indagar su carácter y su naturaleza. Para Lezama el barroco es una expresión puramente americana e ibérica, resultado del mestizaje. En su ensayo «La curiosidad barroca» describe dos rasgos propios del barroco americano: la tensión y el plutonismo. La tensión se refiere a una forma de organizar los elementos que no se queda en la mera acumulación, sino que produce un contrapunto a partir de la contraposición de estos, contrapunto que busca ser resuelto en una unificación superadora, manifestada en la cultura mestiza. El plutonismo, por su parte, no es un concepto que tiene connotaciones tanáticas, sino que se refiere a la capacidad de crear algo nuevo a partir de la fusión de elementos opuestos y fragmentarios. Es por esto que Lezama define al barroco americano como un «arte de la contraconquista», expresión en la que la crítica brasilera Irlemar Chiampi ve una orientación política: 

Lo decisivo en esta americanización del barroco es la orientación para modernizarlo con ese concepto de un arte revolucionario, en plena premodernidad. Al diferenciar nuestro barroco del europeo, al invertir los términos de Weisbach ("barroco, arte de la Contrarreforma"), Lezama quiere revelar un contenido opuesto al barroco escoliasta, instrumentado para fines de propaganda y persuasión de la dogmática católica, de acuerdo con el estatuto de la ecclesia militans de los jesuitas. Visto al revés, por su apetencia diabólico/simbólica, lo barroco opera como una contracatequesis que perfila la política subterránea y la experiencia conflictiva de los mestizos transculturadores del coloniato. Por otro lado, al mostrar en su diseño de nuestro devenir la continuidad de la poiesis demoníaca ―desde el siglo XVII hasta el XX― el barroco deja de ser "histórico", un pretérito perfecto condenado por reaccionario y conservador, y se vuelve nuestra modernidad permanente, la modernidad otra, fuera de los esquemas progresistas de la historia lineal, del desenvolvimiento del logos hegeliano. El barroco es, para Lezama, nuestra metahistoria.

En suma, Lezama coincide con Carpentier en reconocer la importancia de la influencia hispánica, pero restringe el concepto de barroco al ámbito americano, al mismo tiempo que lo actualiza y lo considera un continuo devenir en permanente mutación. Si Carpentier atribuye a lo americano los rasgos de lo real maravilloso como signos de identidad ya cerrada y hecha, Lezama sostiene que lo barroco, por su mismas características (tensión y plutonismo) se renueva y se actualiza a cada momento, incluso en la actualidad. 
Estas ideas serían posteriormente retomadas y reelaboradas por diferentes autores, especialmente por Severo Sarduy, que propuso el concepto de neobarroco a partir de las ideas de Lezama, pero puede notarse en otros escritores cubanos, como Reinaldo Arenas y, más recientemente, Fernando Velázquez Medina y Froilán Escobar.
Una interpretación diversa de La expresión americana, con el explicativo subtítulo añadido de "Un Tratado de Estética aplicada", es la elaborada por Aullón de Haro en el estudio que antepuso a su edición de la obra en 2020. Este estudio viene a su vez fundamentado en el examen estrictamente filosófico realizado por el mismo crítico diez años antes en su reconstrucción del premeditado laberinto del pensamiento lezamiano mediante la selección de textos netamente teoréticos del autor con el título de Escritos de Estética. De esta manera el potente y diseminado laberinto teórico de Lezama es nítidamente reconstruido como Estética para la cultura tanto americana como europea u occidental, incluso en el sentido de una genial alternativa, subsiguiente a la obra crítico-filológica de Curtius y paralela a la estética de la segunda mitad del siglo XX.

## Obras

### Novela
- Paradiso (1966)
- Oppiano Licario (1977)

### Poesía
- Muerte de Narciso (1937)
- Enemigo rumor (1941)
- Aventuras sigilosas (1945)
- La fijeza (1949)
- Dador (1960)
- Fragmentos a su imán (1977)

### Ensayo
- Coloquio con Juan Ramón Jiménez (1938)
- Arístides Fernández (1950)
- Analecta del reloj (1953)
- La expresión americana (1957)
- Tratados en La Habana (1958)
- Las imágenes posibles (1970)
- La cantidad hechizada (1970)

### Antologías[51]
- Antología de la poesía cubana (1965)
- Órbita de Lezama Lima (1966)
- Antología del cuento cubano (1968)
- Poesía completa (1970)
- Introducción a los vasos órficos (1971)
- Las eras imaginarias (1971)
- Imagen y posibilidad (1981)
- Relatos (1987)
- Escritos de estética (2010)

## Otras obras de Lezama y relacionadas
- González Cruz, Iván. Lezama en sus diarios en: Diarios latinoamericanos del siglo XX. Edición de Ana Gallego Cuiñas, Christian Estrade, Fatiha Idmhand. Bruxelles: P.I.E. Peter Lang, 2016.
- González Cruz, Iván. Lezama y el cinematógrafo en: Revista Letral. Revista Electrónica de Estudios Transatlánticos de Literatura, número 4, 2010. [Monográfico Lezama Lima]
- González Cruz, Iván. Lezama o el convidado de piedra en: Aldabonazo en Trocadero 162. Edición de William Navarrete y Regina Ávila. Valencia: Aduana Vieja, 2008.
- González Cruz, Iván. Diccionario. Vida y obra de José Lezama Lima [Segunda parte] Valencia: Editorial de la Universidad Politécnica de Valencia, 2006, pp. 1-1791. [Contiene dibujos inéditos de Miquel Barceló]
- González Cruz, Iván. Antología para un sistema poético del mundo. Valencia: Editorial de la Universidad Politécnica de Valencia, en dos tomos, 2004, pp. 1-903.
- González Cruz, Iván. Diccionario. Vida y obra de José Lezama Lima [Primera parte] Valencia: Generalitat Valenciana, 2000, pp. 1-676.
- González Cruz, Iván. Lezama Lima. Madrid: Biblioteca Filosófica de Ediciones del Orto, 1999, pp. 1-94.
- Lezama Lima, José. Diarios. Edición crítica de Iván González Cruz. Madrid: Editorial Verbum, 2014, pp. 1-243.
- Lezama Lima, José. Lezama-Michavila: arte y humanismo. Edición crítica de Iván González Cruz. Valencia: Instituto Valenciano de Arte Moderno [IVAM], 2006, pp. 1-315.
- Lezama Lima, José. Imago. Archivo de José Lezama Lima. Edición crítica de Iván González Cruz. Valencia: Consellería de Empresa, Universidad y Ciencia, 2005, pp. 1-287. [Contiene: Cuaderno de Apuntes inédito de Lezama y epistolario inédito.]
- Lezama Lima, José. Poesía y prosa. Antología. Edición de Iván González Cruz. Madrid: Editorial Verbum, 2002, pp. 1-365.
- Lezama Lima, José. El espacio gnóstico americano. Archivo de José Lezama Lima. Edición crítica de Iván González Cruz. Valencia: Editorial de la Universidad Politécnica de Valencia, 2001, pp. 1-460. [Contiene: Cuadernos de Apuntes inéditos de Lezama y epistolario inédito.]
- Lezama Lima, José. La posibilidad infinita. Archivo de José Lezama Lima. Edición crítica de Iván González Cruz. Madrid: Editorial Verbum, 2000, pp. 1-309. [Contiene: Cuaderno de Apuntes inédito de Lezama y textos suyos desconocidos.]
- Lezama Lima, José. Álbum de los amigos de José Lezama Lima. [Edición facsimilar] Transcripción de Iván González Cruz y Diana María Ivizate González. Introducción, cronología y notas de Iván González Cruz. Valencia: Editorial de la Universidad Politécnica de Valencia, 1999, pp. 1-319.
- Lezama Lima, José. Archivo de José Lezama Lima. Miscelánea. Edición crítica de Iván González Cruz. Madrid: Editorial Centro de Estudios Ramón Areces, 1998, pp. 1-869. [Contiene: poemas, ensayos, conferencia, y apuntes inéditos de Lezama y epistolario inédito.]
- Lezama Lima, José. Fascinación de la memoria. Edición de Iván González Cruz. La Habana-Madrid: Editorial Letras Cubanas, 1994, pp. 1-341.